# Герлах, Вальтер
Ва́льтер Ге́рлах (нем. Walther Gerlach, 1 августа 1889 — 10 августа 1979) — немецкий физик, один из соавторов опыта Штерна — Герлаха, который подтвердил наличие у атомов спина и факт пространственного квантования направления их магнитных моментов.

## Образование
С 1908 года он учился в Тюбингенском университете, докторскую степень получил в 1912 году, под руководством Фридриха Пашена. Темой его диссертации было измерение излучения. После получения докторской степени он остался ассистентом у Пашена, которым он был с 1911 года. Герлах прошёл хабилитацию в Тюбингенском университете в 1916 году во время службы в армии.

## Карьера
В 1915—1918 годах Герлах участвовал в Первой мировой войне в рядах германской армии. Он работал на беспроводном телеграфе в Йене под руководством Макса Вина. Он также служил в артиллерийской испытательной комиссии под руководством Рудольфа Ладенбурга.
Герлах стал приват-доцентом в Тюбингенском университете в 1916 году. Год спустя он становится приват-доцентом в Гёттингенском университете. В 1919—1920 годах он возглавлял лабораторию физики Farbenfabriken Elberfeld, ранее Bayer-Werke.
В 1920 году он становится преподавателем в Франкфуртском университете имени Иоганна Вольфганга Гёте. В следующем году занимает должность внештатного профессора во Франкфурте. В ноябре 1921 года он вместе с Отто Штерном открывает пространственное квантование в магнитном поле, известное как эффект Штерна — Герлаха.
В 1925 году Герлах становится ординарным профессором Тюбингенского университета, преемником Фридриха Пашена. В 1929 году он становится ординарным профессором в Мюнхенском университете имени Людвига Максимилиана, преемником Вильгельма Вина. Он занимал эту должность до мая 1945 года, когда был арестован американскими и британскими вооружёнными силами.
С 1937 по 1945 годы Герлах был членом наблюдательного совета общества кайзера Вильгельма. После 1946 года он остался влиятельным чиновником в организации-преемнике, обществе Макса Планка.
Первого января 1944 года Герлах официально становится главой физического отдела Reichsforschungsrat (RFR, Reich Research Council) и уполномоченным по ядерной физике, занимая место Abraham Esau. В апреле того же года он основывает Reichsberichte für Physik, приложение к физическому журналу Physikalische Zeitschrift, в котором публикуются официальные отчёты.
С мая 1945 года Герлах был интернирован во Францию и Бельгию американскими и британскими вооружёнными силами во время операции «Алсос». С июля этого года по январь 1946 он был пленником в Англии в Фарм Холл в рамках операции «Эпсилон», в которой были захвачены 10 немецких учёных, которые, как считалось, участвовали в разработке атомного оружия.
С момента возвращения в Германию в 1946 году он становится приглашённым профессором в университете Бонна. С 1948 года он становится ординарным профессором экспериментальной физики и директором физического факультета Мюнхенского университета, эту должность он занимает до 1957 года. Он также был ректором университета с 1948 по 1951 года.
С 1949 по 1951 год Герлах был президентом-основателем немецкого Общества Фраунгофера, которое занимается прикладными исследованиями. С 1949 по 1961 годы он был вице-президентом Немецкой ассоциации по поддержке и продвижению научных исследований (Deutsche Forschungs-Gemeinschaft — DFG).
В 1957 году Герлах был одним из тех кто подписал Гёттингенский манифест против вооружения Федеративной Республики Германия атомным оружием.
Умер в Мюнхене в 1979 году.

## Другие должности
- С 1935 года — Глава комитета по назначению преемника Арнольду Зоммерфельду[4].
- С 1939 года — Член  рабочей группы по размагничиванию кораблей и торпедной физике[4].
- С 1948 года — Член Гёттингенской, города Галле и Мюнхенской академий наук[4].

## Награды и признание
- Кавалер ордена «За заслуги»[4].
- Медаль Гарнака (Общество Макса Планка, 1974)

В его честь названа Медаль Штерна–Герлаха.

## Книги
- Walter Gerlach Matter, Electricity, Energy: The Principles of Modern Atomistic and Experimental Results of Atomic Investigations (D. Van Nostrand, 1928)
- Mac Hartmann and Walther Gerlach Naturwissenschaftliche Erkenntnis und ihre Methoden (Springer, 1937)
- Walther Gerlach Die Quantentheorie. Max Planck sein Werk und seine Wirkung. Mit einer Bibliographie der Werke Max Plancks (Universität Bonn, 1948)
- Walther Gerlach Probleme der Atomenergie (Biederstein Verlag, 1948)
- Walther Gerlach Wesen und Bedeutung der Atomkraftwerke (Oldenbourg, 1955)
- Walter Gerlach and Martha List Johannes Kepler. Leben und Werk (Piper, 1966)
- Gerlach, Walter (editor) Das Fischer Lexikon — Physik (Fischer Bücherei, 1969)
- Walter Gerlach Physik des täglichen Lebens — Eine Anleitung zu physikalischem Denken und zum Verständnis der physikalischen Entwicklung (Fischer Bücherei, 1971) ISBN 3-436-01341-2
- Walter Gerlach (editor) Physik. Neuasugabe Unter Mitarbeit Von Prof. Dr. Josef Brandmüller (Fischer Taschenbuch Verlag, 1978) ISBN 3-596-40019-8
- Walther Gerlach Otto Hahn (WVG, 1984)
- Gerlach, Walther; List, Martha Johannes Kepler : Der Begründer der modernen Astronomie München, (Piper Verlag GmbH, 1987) ISBN 3-492-15248-1